# Barilius barila
Barilius barila es una especie de peces de agua dulce de la familia Cyprinidae en el orden de los Cypriniformes.

## Morfología
Los machos pueden llegar alcanzar los 10 cm de longitud total.

## Distribución geográfica
Se encuentra en las cuencas de los ríos Ganges (Karnali, Kosi), Bagmati, Irrawaddy, Krishná y Salween, que riegan los estados de India, Nepal, Bangladés y Birmania.